# Август Вильгельм Прусский (1887—1949)
Это статья о сыне Вильгельма II. О сыне Фридриха Вильгельма I — см. Август Вильгельм Прусский (1722—1758).
Август Вильгельм Генрих Гюнтер Виктор (нем. August Wilhelm Heinrich Günter Viktor von Preussen; 29 января 1887, Потсдам — 25 марта 1949, Штутгарт) — прусский и германский принц из династии Гогенцоллернов, обергруппенфюрер СА (9 ноября 1939 года).

## Молодые годы
Август Вильгельм родился в Потсдаме, когда в Германии ещё правил его прадед Вильгельм I. Он был четвёртым сыном будущего германского императора Вильгельма II и его первой жены Августы Виктории. В семье принца называли «Ауви». Август Вильгельм, как и все прусские принцы, обучался в Плёне.
В 1905 году сдал экзамен на офицера, с июня состоял на действительной военной службе в 1-м гвардейском пехотном полку. В 1906—1908 годах прослушал курсы в Боннском, Страсбургском и Берлинском университетах, затем прошёл стажировку в различных высших правительственных учреждениях. В 1907 году получил учёную степень доктора политологии.

## Первая мировая война
Участник Первой мировой войны, офицер штаба 2-й армии, затем инспектор 7-й армии, группы армий в Македонии и России (Белосток). В октябре 1918 года уволен в отставку в чине полковника.

## Межвоенные годы
После крушения монархии остался в Германии, работал в банке «Ф. В. Краузе», учился живописи в Академии искусств в Шарлоттенбурге у профессора Л. Кемпфа. С 1927 года — член «Стального шлема», в 1929 году из-за разногласий с его руководством вышел из состава организации.

## Связь с НСДАП и СА
Осенью 1929 года начал сотрудничать с НСДАП, а в марте 1930 года вступил в партию. Активно участвовал в предвыборных кампаниях нацистов, в 1931 году во время митинга в Кёнигсберге был арестован полицией. Имя Августа Вильгельма широко использовалось нацистской пропагандой для привлечения на сторону НСДАП монархически настроенных слоёв населения. В 1931 году вступил в СА и получил чин штандартенфюрера. С 1932 года — депутат ландтага Пруссии. В марте 1933 года избран в Рейхстаг от Потсдама; с 23 июля 1933 года — прусский государственный советник.
После прихода НСДАП к власти большой политической роли не играл, но оставался сторонником нацизма.
В мае 1945 года был арестован американцами и осуждён на три года тюремного заключения.
Сразу после его освобождения против Августа Вильгельма было возбуждено новое дело. Суд в Потсдаме, в советской оккупационной зоне, выдал ордер на его арест, но вскоре после этого он серьёзно заболел и скончался в больнице в Штутгарте в возрасте 62 лет. Похоронен в Лангенбурге на кладбище князей.

## Семья
22 октября 1908 года в Берлине женился на Александре Виктории, принцессе Шлезвиг-Гольштейн-Зондернбург-Глюксбургской (1887—1957), дочери Фридриха Фердинанда, герцога Глюксбургского (позже — Шлезвиг-Гольштейнского). Развёлся в 1920 году.
Сын, принц Александр Фердинанд (1912—1985). В 1938 году заключил морганатический брак с Армгард Вейганг (1912—2001).